# 徐世章

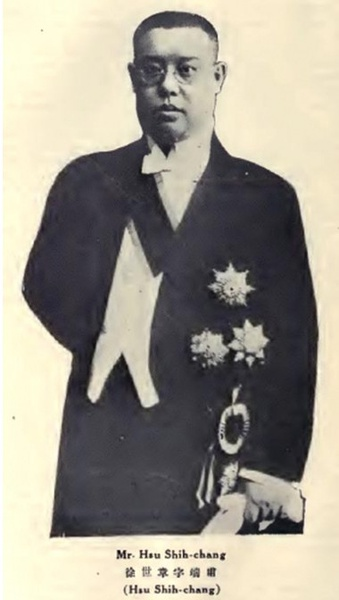
《中国名人录（第三版）》中的徐世章照片

徐世章（1889年—1954年），字端甫，天津人。中华民国时期政治家、收藏家。曾任耀华学校董事、董事长。

## 生平

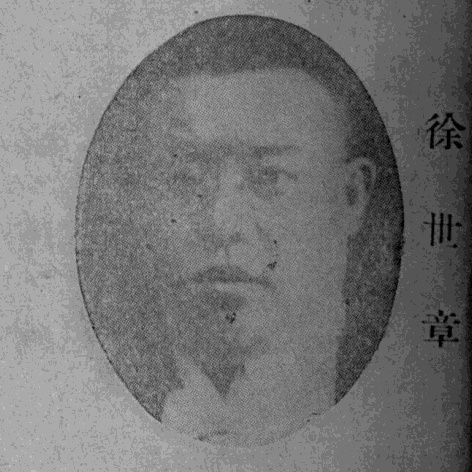
《民国名人图鉴》中的徐世章照片

徐家祖籍浙江省宁波鄞县绕湖桥，明朝末年移居河南，后入籍天津，是为“寿岂堂徐氏”。徐世章是清末权臣、北洋总统徐世昌的堂弟。
徐世章早年留学比利时，就读于比利时列日大学，获得商学学位。
1920年，出任北洋政府交通部次长，兼任全国铁路督办。徐世章还历任交通银行副总裁，中国国际运输局局长，币制局局长等职务。。
1922年，退仕隐居天津。

## 遗迹
- 今天津徐世章旧居：天津市重点文物保护单位。